# Corning (California)
Corning, fundada en 1907 es una ciudad ubicada en el condado de Tehama en el estado estadounidense de California. En el año 2000 tenía una población de 6,741 habitantes y una densidad poblacional de 898.8 personas por km².

## Geografía
Corning se encuentra ubicada en las coordenadas 39°55′34″N 122°10′50″O / 39.92611, -122.18056. Según la Oficina del Censo, la ciudad tiene un área total de 7,5 km² (2,9 mi²), de la cual 7,5 km² (2,9 mi²) es tierra y 0 km² (0 mi²) (0%) es agua.

## Demografía
Según la Oficina del Censo en 2000 los ingresos medios por hogar en la localidad eran de $25,357, y los ingresos medios por familia eran $32,151. Los hombres tenían unos ingresos medios de $30,563 frente a los $19,736 para las mujeres. La renta per cápita para la localidad era de $12,357. Alrededor del 26.3% de la población estaban por debajo del umbral de pobreza.